# البحرية الأذرية
البحرية الأذربيجانية (بالأذرية: Azərbaycan Hərbi Dəniz Qüvvələri) هي الفرع البحري للقوات المسلحة الأذربيجانية العاملة في بحر قزوين.